# Andrej Burić
Andrej Burić (Rijeka, 6. veljače 1987.) hrvatski je skijaški trkač, član trkačkog skijaškog kluba TSK "Budućnost" iz Brod Moravice.

### Zimske olimpijske igre
- Vancouver 2010.
  - 75. mjesto u disciplini - skijaško trčanje 15 km slobodno